# ビシクロ(2.2.1)ヘプタン-2-カルボニトリル
ビシクロ[2.2.1]ヘプタン-2-カルボニトリル（英語: bicyclo[2.2.1]heptane-2-carbonitrile）は、アメリカ合衆国において極めて危険有害な物質に分類されている物質の1つ。緊急計画及び地域の知る権利に関する法律 (42 U.S.C. 11002) の第302条で定義されており、それを大量に生産、貯蔵、使用する施設は、厳格な報告義務の対象となる。